# Battlefield, England
Battlefield är en ort i civil parish Shrewsbury, i kommunen Shropshire i grevskapet Shropshire, i England. Battlefield var en civil parish fram till 1934 när blev den en del av Albrighton och Shrewsbury. Civil parish hade 204 invånare år 1931.